# 海南鮊
海南鲌（学名：Culter recurviceps）为輻鰭魚綱鯉形目鯝科的其中一種，分布於亞洲中國海南島及珠江流域，本魚體延長且側扁，頭背交接處隆起，從腹鰭至肛門有腹棱，吻短鈍，口上位，口裂與體縱軸垂直，眼大，魚鱗中等大，側線完全，背鰭末端鰭條變硬，胸鰭長，延伸至腹鰭起點，尾鰭深分叉，體色淺灰色，胸鰭潛部、腹鰭和臀鰭基部淡橘紅色，體長可達54.6公分，體重可達2公斤，棲息在河川中底層水域，屬肉食性，生活習性不明，為經濟性食用魚。